# تولیدمثل مصنوعی
تولیدمثل مصنوعی یا زادآوری ساختگی (انگلیسی: Artificial reproduction) به معنای بازآفرینی حیات به روش‌های غیرطبیعی است. این روش شامل ساخت زندگی جدید بر اساس برنامه‌ها و پروژه‌های انسانی می‌شود. به عنوان مثال می‌توان به اصلاح نژاد، کاشت مصنوعی، تلقیح مصنوعی، رحم مصنوعی، شبیه‌سازی و زنوبات اشاره کرد.
تولیدمثل مصنوعی یکی از جنبه‌های زندگی مصنوعی است و بر اساس میزان خودتنظیمی به دو دسته تقسیم می‌شود: فناوری‌های تولیدمثلی غیرکمکی و فناوری‌های کمک‌باروری.
قلمه زدن ساقه گیاهان و قرار دادن آنها در کمپوست نوعی تولیدمثل مصنوعی «کمکی» است. زنوبات‌ها نمونه‌ای از تولیدمثل خودگردان‌تر هستند، در حالی که رحم مصنوعی در فیلم ماتریکس یک فناوری فرضی «غیرکمکی» را نشان می‌دهد. ایده تولیدمثل مصنوعی منجر به فناوری‌های مختلفی در زمینه تولیدمثل شده است.

## در الهیات
در الهیات، انسان‌ها از دیرباز آرزوی خلق زندگی را داشته‌اند، اما اکثر ادیان این توانایی را مختص به خدایان می‌دانند. ادیان مسیحی، امکان تولیدمثل مصنوعی را در بیشتر موارد، کفرآمیز و گناه‌آلود می‌دانند.

## در فلسفه
در فلسفه، اگرچه فلاسفه یونان باستان امکان تقلید انسان از توانایی خلاقانه طبیعت را مطرح کردند، اما تصور می‌شد که اگر ممکن باشد، انسان‌ها چیزهایی را مانند طبیعت تولیدمثل می‌کنند و برعکس، طبیعت نیز کارهایی را که انسان انجام می‌دهد به همان شیوه انجام خواهد داد. به عنوان مثال، ارسطو نوشت که اگر طبیعت میز می‌ساخت، آنها را درست همان‌طور که انسان‌ها می‌سازند، می‌ساخت. به عبارت دیگر، ارسطو معتقد بود که اگر طبیعت بخواهد میزی بسازد، آن میز شبیه یک میز ساخته دست انسان خواهد بود. رنه دکارت نیز بدن انسان و طبیعت را به عنوان یک ماشین می‌دید.
اما امانوئل کانت با انتقاد از این دیدگاه، این ایده قدیمی را متحول کرد. او معتقد بود که انسان‌ها توسط طبیعت آموزش نمی‌بینند، بلکه از طبیعت به عنوان ماده خام برای اختراع استفاده می‌کنند و صرف نظر از محدودیت‌های طبیعی، انسان‌ها جایگزین‌هایی پیدا می‌کنند، بنابراین طبیعت لزوماً الگوی انسان نیست. مطابق با کانت (و برخلاف نظر ارسطو) کارل مارکس، آلفرد نورث وایتهد، ژاک دریدا و خوان دیوید گارسیا باکا متوجه شدند که طبیعت قادر به تولیدمثل میز، هواپیما، زیردریایی یا رایانه نیست. اگر طبیعت سعی می‌کرد هواپیما بسازد، پرندگان ایجاد می‌شدند. اگر طبیعت سعی می‌کرد زیردریایی بسازد، ماهی‌ها به وجود می‌آمدند. اگر طبیعت سعی می‌کرد رایانه بسازد، مغزها رشد می‌کردند. و اگر طبیعت سعی می‌کرد انسان مدرن را خلق کند، میمون‌ها تکامل می‌یافتند. به گفته وایتهد، اگر به دنبال چیزی طبیعی در زندگی مصنوعی باشیم، در پیچیده‌ترین موارد، فقط اتم‌ها طبیعی باقی می‌مانند.
خوان دیوید گارسیا باکا خلاصه کرد:
«کشتی جنگی از چوب به وجود نمی‌آید و متولد نمی‌شود؛ ظرف از خاک رس؛ لباس از پارچه کتانی؛ اهرم از آهن… از طبیعت، مصنوعی به وجود می‌آید. در مصنوعی، طبیعت به یک ماده خام ساده تقلیل می‌یابد، حتی اگر با مشخصات طبیعی کاملاً مشخص شده باشد. مصنوعی نفی واقعی، مثبت و اصلی طبیعت است: از گونه، جنس و ذات؛ بنابراین، هستی‌شناسی آن برتر از هستی‌شناسی طبیعی است. و به همین دلیل است که مارکس برای داروین، که تکامل‌گرایی‌اش محدود به نظم طبیعی است: در نهایت، از تنوع به تنوع، از گونه به گونه… طبیعی، اهمیتی قائل نبود. به همین دلیل، طبیعت دیالکتیک ندارد، حتی اگر تکامل و انتخاب پیوسته رخ دهد. دیالکتیک نمی‌تواند از طبیعت پدید آید، به دلایل عمیق‌تر از این که، با استفاده از اصطلاحات امروزی، از پرنده، هواپیما نمی‌تواند پدید آید؛ از ماهی، زیردریایی؛ از گوش، تلفن؛ از چشم، تلویزیون؛ از مغز، یک رایانه رقومی؛ از پا، ماشین؛ از دست، موتور؛ از اقلیدس، دکارت؛ از ارسطو، نیوتن؛ از افلاطون، مارکس.»
به گفته گارسیا باکا، تفاوت اصلی بین غایت‌شناسی و طراحی در این است که طبیعت بدون برنامه و طرح عمل می‌کند، در حالی که انسان‌ها طبق برنامه‌ها و طرح‌ها طراحی می‌کنند.
نویسندگان دیگری مانند مایکل بهی این مفهوم را به چالش کشیده و با طرح ایده «طراحی هوشمند طبیعی» استدلال کرده‌اند که علل طبیعی نیز می‌توانند از طرح‌ها و برنامه‌ها پیروی کنند. این ایده منجر به بحث‌های داغی شده است. ایده‌های دیگری مانند «تکامل هدفمند» و «سینتروپی» نیز به تولیدمثل طبیعی معنای مثبتی داده‌اند. اگرچه این ایده‌ها اغلب شبه علم نامیده می‌شوند، اما اخیراً توسط زیست‌نشانه‌شناسی مورد بررسی مجدد قرار گرفته‌اند.
متافیزیک کنونی علم تأیید می‌کند که روش‌های مصنوعی تولیدمثل با طبیعت متفاوت هستند و به عنوان غیرطبیعی یا ماوراء طبیعی در نظر گرفته می‌شوند. زیست‌نشانه‌شناسی، با تمرکز بر «معنای» زندگی به جای «عملکرد» آن، درک بهتری از تولیدمثل مصنوعی نسبت به زیست‌شناسی کلاسیک دارد.

## علم
علم زیست‌شناسی به تولیدمثل از نظر رشد و تقسیم سلولی می‌پردازد، اما علم تولیدمثل مصنوعی از اشکال و قوانین طبیعی تولیدمثل فراتر می‌رود. به عنوان مثال، زنوبات‌ها، اگرچه از سلول‌های یوکاریوتی ساخته شده‌اند، اما با تکثیر حرکتی تولیدمثل می‌کنند که شامل «ساختن» است نه «رشد».

## فناوری‌های کمک‌باروری
هدف فناوری کمک باروری (ART) کمک به رشد جنین انسان است، که معمولاً به دلیل مشکلات پزشکی ناشی از محدودیت‌های باروری انجام می‌شود.

## فناوری‌های غیر کمک‌باروری
فناوری‌های غیر کمک باروری (NART) می‌توانند انگیزه‌های پزشکی داشته باشند، اما عمدتاً با هدف گسترده‌تری برای ایجاد تنوع و گوناگونی در زندگی هدایت می‌شوند. اگرچه NARTها در ابتدا توسط انسان‌ها طراحی می‌شوند، اما برای رسیدن به استقلال نسبی یا مطلق از انسان‌ها برنامه‌ریزی شده‌اند. جیمز لاولاک پیشنهاد کرد که چنین نوآوری‌هایی می‌توانند از انسان‌ها پیشی بگیرند.

## شبیه‌سازی مصنوعی
شبیه‌سازی فرآیندهای تولیدمثل سلولی است که در آن دو یا چند موجود زنده از نظر ژنتیکی یکسان، یا به صورت طبیعی یا مصنوعی ایجاد می‌شوند. شبیه‌سازی مصنوعی معمولاً شامل ویرایش کد ژنتیکی، انتقال هسته یاخته‌های تنی (سوماتیک) و زیست‌چاپ است.

## رحم مصنوعی غیر کمکی
رحم مصنوعی غیر کمکی دستگاهی است که امکان بارداری خارج از بدن را فراهم می‌کند. در این روش، جنین در خارج از بدن موجود زنده (که معمولاً جنین را تا پایان بارداری حمل می‌کند) و بدون هیچ گونه کمک انسانی رشد می‌کند. این جنبه غیر کمکی، تفاوت اصلی بین فناوری رحم مصنوعی فعلی (AWT) در تحقیقات پزشکی مدرن است که هنوز به کمک انسان متکی است. با این فناوری فرضی غیر کمکی، از یک زیگوت یا سلول بنیادی برای ایجاد جنینی استفاده می‌شود که سپس توسط هوش مصنوعی در داخل محفظه‌ای متشکل از مواد زیست‌سازگار رشد و نظارت می‌شود. هوش مصنوعی شرایط لازم برای رشد و شکوفایی جنین را حفظ می‌کند و برای کمک به جنین برای سازگاری با دنیای بیرون، زایمان طبیعی را تقلید می‌کند.
بارداری خارج از بدن، که در فیلم علمی تخیلی ماتریکس به تصویر کشیده شده است، به سرعت در حال نزدیک شدن به واقعیت است. این نوع نوآوری نشان می‌دهد که رحم مهره‌داران تنها راه برای حمل انسان یا سایر اشکال مشابه زندگی نیست.

### تکثیر حرکتی
تکثیر خودکار بدون تقسیم سلولی (مثل میتوز و میوز) و رشد، امکان‌پذیر است. زنوبات‌ها نمونه‌ای از این نوع تکثیر هستند. این موجودات کوچک، که با الهام از قورباغه پنجه‌دار آفریقایی نام‌گذاری شده‌اند، در واقع ربات‌های زیستی هستند که با هوش مصنوعی طراحی شده‌اند و می‌توانند با ترکیب سلول‌های قورباغه در یک محیط مایع، نسخه‌های بیشتری از خودشان را بسازند.
اصطلاح «تکثیر حرکتی» معمولاً برای زیست‌مولکول‌ها (مثل DNA, RNA و پریون‌ها) و اشکال یاخته مصنوعی (مثل زنوبات‌ها) استفاده می‌شود.

### تکثیر سازنده ماشینی
تکثیر سازنده ماشینی شبیه تولید سنتی در کارخانه‌ها است، اما کاملاً خودکار انجام می‌شود. این نوع تکثیر، شکل کلی‌تری از تکثیر حرکتی است که لزوماً شامل اشکال زیست مولکولی یا سلولی نمی‌شود. این فناوری شامل اشکال غیر ارگانیک حیات مثل ربات‌ها، سایبورگ‌ها و هوش مصنوعی نیز می‌شود.
نکته مهم در تکثیر سازنده این است که برخلاف تولیدمثل سلولی در طبیعت، نیازی به رشد ندارد. در طبیعت، سلول‌ها قبل از تقسیم شدن به دو سلول جدید، باید رشد کنند (مثل میتوز و میوز). اما در تکثیر سازنده، یک موجود غیرانسانی با استفاده از مواد خام موجود، نسخه‌های بیشتری از خود را می‌سازد، بدون اینکه نیازی به رشد داشته باشد.
از نظر محاسباتی، تکثیر سازنده یک فرایند چند مرحله‌ای است که شامل الگوریتم‌هایی است که به ماشین‌ها یاد می‌دهند خودشان را بسازند و ممکن است شامل ماشین‌هایی باشد که منابع را جمع‌آوری می‌کنند. هر ماشین با یک «مغز» شبکه عصبی ساخته می‌شود که می‌تواند بر اساس داده‌هایی که جمع‌آوری می‌کند، یاد بگیرد و سازگار شود. هدف این ماشین این است که به بهترین شکلی که می‌تواند، نسخه‌های بیشتری از خودش تولید کند.
این نوع تکثیر خودکار شامل مفهوم وراثت و یادگیری است، زیرا ماشین‌ها یک رونوشت دقیق از خود را از طریق طرحی که به آنها منتقل شده است، ایجاد می‌کنند. هر ماشین با گذشت زمان یادمی‌گیرد و در نرم‌افزار خود و طرح سخت‌افزاری ماشین‌های آینده تغییراتی ایجاد می‌کند. سپس این طرح اصلاح‌شده را به ماشین‌هایی که ایجاد می‌کند یا به ایجاد آنها کمک می‌کند، منتقل می‌کند.

### تقویت آگاهی
تقویت آگاهی موجود یک فناوری فرضی است که الهام‌بخش چندین فیلم بوده است. تولیدمثل هوش مصنوعی در حال حاضر بخشی از یک پروژه انسانی نوآورانه است که شامل کد و تقویت آن کد می‌شود. به عبارت دیگر، تولیدمثل می‌تواند از اطلاعاتی که هوش مصنوعی در سراسر اینترنت جمع‌آوری کرده است، ناشی شود.